# Wajira
Wajira là một chi thực vật có hoa trong họ Đậu.